# جریکو (کارولینای شمالی)
جریکو (به انگلیسی: Jericho) یک منطقهٔ مسکونی در ایالات متحده آمریکا است که در شهرستان کسول، کارولینای شمالی واقع شده‌است. جریکو ۲۱۷٫۰۲ متر بالاتر از سطح دریا واقع شده‌است.